# Ördekgölü
Ördekgölü (letterlijk vertaald Eendenmeer) is een dorp in het Turkse district Polatlı in de provincie Ankara.

## Geografie
Het dorp ligt in het zuidoosten van de regionale hoofdstad Polatlı, op ongeveer 30 km van het district Haymana. De dichtstbijzijnde dorpen zijn: Sabanca, Sarıhalil, Sivri, Soğulca (Haymana), Evliyafakı (Haymana) en Kavakköy (Haymana).

## Geschiedenis
In het dorp bevindt zich een kleine heuvel uit de Frygische en Romeinse periode, met een necropolis en overige architectonische overblijfselen eromheen, en een oud Romeins rotsgraf. Tot 1951 viel het dorp onder het administratieve bestuur van het district Haymana.
Krachtens wet nr. 6360 werden alle Turkse provincies met een bevolkingsaantal van minimaal 750.000 personen uitgeroepen tot grootstedelijke gemeenten (Turks: büyükşehir belediyeleri), waardoor de dorpen in deze provincies de status van mahalle hebben gekregen (Turks voor stadswijk). Ook Ördekgölü heeft sinds 2012 de status van mahalle.

## Bevolking
De meeste inwoners in het dorp zijn nakomelingen van Bosniakken, die zich in het begin van de 20e eeuw in het Ottomaanse Rijk hadden gevestigd.
| 2019 | 124 |
| 2007 | 98  |
| 2000 | 178 |
| 1997 | 154 |
| 1950 | 209 |
| 1945 | 177 |
| 1940 | 143 |